# Niinisaari (ö i Egentliga Tavastland)
Niinisaari är en ö i Finland. Den ligger i sjön Renkajärvi och i kommunen Hattula i den ekonomiska regionen  Tavastehus ekonomiska region  och landskapet Egentliga Tavastland, i den södra delen av landet, 100 km nordväst om huvudstaden Helsingfors. Öns area är 1,7 hektar och dess största längd är 240 meter i öst-västlig riktning.